# Tabidia strigiferalis
Tabidia strigiferalis is een vlinder van de familie van de grasmotten (Crambidae). De wetenschappelijke naam van deze soort is voor het eerst voorgesteld door George Francis Hampson in een publicatie uit 1900.
De soort komt voor in het Russische Verre Oosten en is voor het eerst ontdekt in Chabarovsk.